# Матильда (королева Англии)
Мати́льда, или Мод (англ. Matilda, саксонская форма имени — Maud или Maude, около 7 февраля 1102[…], Саттон-Куртене, Оксфордшир — 10 сентября 1167[…], Руан), — королева Англии в 1141 году, дочь и наследница короля Генриха I. Отстранение Матильды от престола после смерти Генриха I в 1135 году вызвало длительную гражданскую войну в Англии между сторонниками Матильды и Стефана Блуаского, её двоюродного брата. В 1141 году Матильде удалось ненадолго воцариться на английском престоле, но удержать власть в своих руках ей так и не удалось. Гражданская война завершилась в 1154 году коронацией сына Матильды Генриха II Плантагенета.
В связи с тем, что первым супругом Матильды был император Священной Римской империи Генрих V, она стала известной в Англии под прозванием (которым она предпочитала именовать себя после возвращения в Англию ко двору своего отца) императрица Матильда (англ. Empress Matilda) — при этом достоверно известно, что она не имела права официально носить титул императрицы, поскольку не была коронована (в отличие от её мужа, коронованного императорской короной 13 апреля 1111 года), соответственно, в самой Германии она именовалась лишь супругой императора.

## Юность
Матильда была единственной дочерью английского короля Генриха I Боклерка и его первой жены Матильды Шотландской. По материнской линии она приходилась внучкой королю Шотландии Малькольму III и Святой Маргарите, являясь таким образом прямым потомком как англосаксонской королевской династии, так и Вильгельма Завоевателя.
Матильда родилась 7 февраля 1102 года. Местом её рождения считается Уинчестер, однако недавние исследования с большой долей вероятности утверждают, что Матильда появилась на свет в королевском дворце в Саттон-Куртене, Беркшир (в настоящее время в графстве Оксфордшир). В возрасте семи лет Матильду обручили с Генрихом V, императором Священной Римской империи, а в 1111 году она была отправлена на воспитание ко двору жениха в Германию.

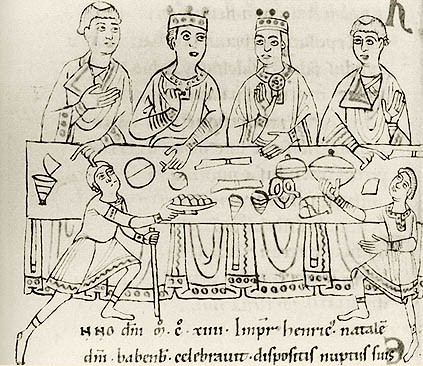
Свадьба Генриха V и Матильды

7 января 1114 года состоялась роскошная церемония бракосочетания Генриха V и Матильды в Вормсе. Этот брак был продиктован политическими соображениями: Англия стремилась заручиться поддержкой Священной Римской империи в противостоянии с французским королём Людовиком VI. В дальнейшем англо-германский союз сыграл значительную роль в сдерживании французской агрессии в Нормандии: атака Генриха V в 1124 году остановила вторжение Людовика VI в Вексен. Брак Матильды и Генриха оказался бесплодным, хотя по словам современника, летописца Германа Турнейского, императрица родила Генриху одного ребёнка, который умер во младенчестве. Существовала легенда, что этот ребёнок не умер, а был отдан на воспитание приёмным родителям и впоследствии стал известен под именем Томаса Бекета, архиепископа Кентерберийского.
В 1125 году император Генрих V скончался, оставив двадцатитрёхлетнюю Матильду вдовой. Как упоминалось выше, хотя после возвращения ко двору своего отца, а также в дальнейшем, Матильда и пользовалась титулом императрицы, в действительности она никогда не была коронована таковой папой римским, как того требовала традиция, и формально имела лишь право на титул королевы римлян. В зрелом возрасте Матильде удалось убедить английских хронистов, что она была коронована папой.

## Наследница английского престола
Вскоре после смерти своего супруга Матильда вернулась в Англию. Так как 25 ноября 1120 года её брат Вильгельм Аделин — единственный законный сын Генриха I и наследник престола — погиб во время кораблекрушения, король принял решение объявить Матильду своей преемницей. В 1127 году он созвал баронов, в числе которых был его племянник Стефан Блуаский, и заставил их присягнуть Матильде на верность и признать её наследницей английского престола в случае отсутствия у короля законных сыновей. Эта клятва подтверждена 8 сентября 1131 года и 2 августа 1133 года. Однако отношение англонормандских баронов к перспективе вступления на престол Матильды было неоднозначным. Ни в Англии, ни в Нормандии не существовало прецедента царствования женщины. Более того Матильда, длительное время находившаяся вне Англии, практически не имела личных связей и достаточно широкого круга своих сторонников среди местной аристократии. По свидетельству современников, императрица отличалась крайне неприятным характером: была надменна, высокомерна, требовала беспрекословного выполнения своих приказов и с презрением относилась к простым людям. Это существенно затрудняло формирование прочной опоры Матильды в английском дворянстве.
Хотя главным условием англонормандских баронов при даче согласия на объявление Матильды наследницей была необходимость согласования с аристократией кандидатуры её будущего супруга, уже в 1127 году король Генрих I тайно организовал обручение своей дочери с Жоффруа V Красивым, по прозвищу Плантагенет, сыном Фулька V, графа Анжуйского, чья поддержка была необходима Генриху для стабилизации положения в Нормандии. Однако брак наследницы английского престола и Жоффруа Плантагенета вызвал недовольство знати, которая не желала видеть правителем Англо-нормандской монархии француза, тем более представителя Анжуйского дома, в течение более столетия являвшегося главным соперником нормандских герцогов в Северной Франции. По выражению хрониста, «все англичане и французы недобрым словом поминали этот брак».
Граф Фульк V вскоре отправился в крестовый поход в Святую землю, а впоследствии был провозглашен королём Иерусалима и больше не вернулся на родину. На время своего отсутствия Фульк поручил юному сыну управлять графством Анжу. Свадьба Жоффруа и Матильды состоялось 11 июня 1128 года. Поначалу отношения новобрачных не складывались, сказывалась большая разница в возрасте (Жоффруа было немногим более четырнадцати лет, а Матильде — около двадцати шести), а также взрывные темпераменты и авторитарность обоих супругов. Уже через год после свадьбы Жоффруа отослал свою жену вместе со всем её имуществом в Руан.
В 1131 году супруги наконец воссоединились и некоторое время жили в относительном согласии. 5 марта 1133 года родился их первенец Генрих — будущий король Генрих II Плантагенет. В 1134 году Матильда родила второго сына — Жоффруа, графа Нанта, причём роды были трудными, и она едва не умерла. В 1136 году на свет был произведён их третий сын — Гийом, граф Пуату. Появление детей у Матильды означало для Генриха I решение проблемы наследования. В 1133 году король прибыл в Руан, где провёл последние годы жизни в заботах о своём старшем внуке, а также в попытках усмирения волнений нормандских баронов, вспыхнувших из-за интриг Жоффруа и Матильды. 1 декабря 1135 года Генрих I скончался.

## Начало гражданской войны
После смерти Генриха I инициативу в борьбе за английский престол перехватил Стефан Блуаский, племянник умершего короля, младший сын его сестры Аделы Нормандской. Он был достаточно популярен среди английского дворянства, воспитывался при дворе короля и имел обширные владения как в Нормандии, так и в Англии. Нарушив присягу верности Матильде, Стефан немедленно после известия о смерти Генриха I высадился в Англии и был с восторгом встречен жителями Лондона. На его сторону перешло английское духовенство во главе с архиепископом Вильгельмом де Корбейлем и родным братом Стефана Генрихом Уинчестерским, а также лица, контролировавшие королевскую администрацию (Роджер Солсберийский и его родственники), и значительная часть английской аристократии, враждебная Матильде. Отказ от исполнения клятвы верности императрице был оправдан тем, что Матильда якобы была незаконнорождённой — её мать, Матильда Шотландская, до замужества с Генрихом I пребывала в монастыре и, соответственно, была связана обетом безбрачия, — и не может претендовать на корону Англии. Поначалу обстоятельства складывались в пользу Стефана: Матильда с детьми находилась за морем в Анжу, дворянство предпочитало видеть на троне взрослого и популярного мужчину, а не надменную женщину с малолетним наследником. 22 декабря 1135 года в Лондоне Вильгельм де Корбейль возложил на Стефана Блуаского корону Англии. В следующем году на верность Стефану присягнули бароны Англии и Нормандии, в том числе и единокровный брат Матильды Роберт, граф Глостер, побочный сын Генриха I.
Пока Стефан укреплял своё положение в Англии, Матильда и Жоффруа предприняли попытку подчинить себе Нормандию. После смерти Генриха I Матильде удалось установить контроль над важнейшими нормандскими крепостями вдоль южной границы герцогства — Домфроном, Аржантеном, Алансоном и Сэ. Отряды Жоффруа Анжуйского в 1136 году вторглись в Нормандию, однако были остановлены войсками нормандских баронов — сторонников Стефана во главе с Галераном де Бомоном и Вильгельмом Ипрским. По истечении шестимесячного перемирия атаки анжуйцев возобновились. В марте 1137 года в Нормандии высадился Стефан Блуаский, которому однако не удалось оказать решительный отпор войскам Жоффруа и Матильды, а возникший конфликт между фламандскими наёмниками короля и нормандским рыцарством вызвал раскол в рядах сторонников Стефана. Вскоре Стефан был вынужден вернуться в Англию. Это позволило анжуйцам перейти в наступление. В 1138 году под власть Жоффруа и Матильды попал Бессен, значительная часть Котантена, Байё и Кан. Ответное наступление армии Галерана де Бомона и Вильгельма Ипрского заставило войска Матильды отступить в Анжу, но начало полномасштабной гражданской войны в Англии в 1139 году повлекло за собой отъезд Галерана де Бомона и Вильгельма Ипрского за Ла-Манш и существенное ослабление партии Стефана в Нормандии. К 1144 году Жоффруа Анжуйскому удалось завоевать бо́льшую часть герцогства и провозгласить себя герцогом Нормандии.
Одновременно с военными действиями против Стефана, Матильда развернула борьбу и на дипломатическом фронте. Летом 1138 года она обратилась к папе римскому с просьбой признать коронацию Стефана незаконной. Дело рассматривалось на Втором Латеранском соборе 1139 года в присутствии представителей обеих партий и завершилось поражением Матильды: папа Иннокентий II признал Стефана законным королём Англии. Однако дипломатическая неудача императрицы с лихвой была компенсирована разрывом Роберта Глостерского со Стефаном и его открытым переходом в 1138 году в лагерь сторонников Матильды, своей единокровной сестры. Вскоре вокруг графа Роберта стали группироваться английские бароны, недовольные королём, особенно феодалы западных и южных графств. Стефану первоначально удавалось сдерживать мятежников, однако его действия в отношении епископа Роджера Солсберийского в начале 1139 года привели к отходу английского духовенства от поддержки короля. Даже младший брат Стефана Генрих, епископ Уинчестера, назначенный папским легатом в Англии, перешёл на сторону Матильды. В стране началась гражданская война.
Началом военных действий в Англии воспользовалась Матильда. 30 сентября 1139 года императрица высадилась на побережье Суссекса и укрепилась в замке Арундел, который принадлежал её мачехе Аделизе Лувенской. Граф Роберт двинулся на запад и обосновался в Бристоле. Военные операции короля против императрицы и Роберта Глостерского были неудачны. Матильде вскоре удалось перебраться в Бристоль, который стал главным центром сторонников императрицы в Англии. В течение 1140 года под контроль Матильды и Роберта попала практически вся западная и юго-западная часть страны, а также некоторые области центральных графств. Выступивший в поддержку императрицы Давид I, король Шотландии, захватил бо́льшую часть Северной Англии, к северу от Тиса.

## Приход к власти и падение

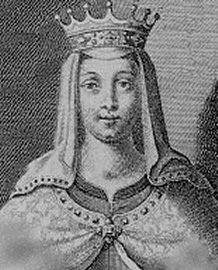

В конце 1140 года сторонник Матильды Ранульф де Жернон, граф Честер, захватил город Линкольн. Стефан направился на север и попытался отбить город. Но 2 февраля 1141 года армия короля потерпела сокрушительное поражение в сражении при Линкольне от войск Роберта Глостерского и Ранульфа де Жернона, а сам Стефан был пленён. Это открыло перед Матильдой путь к овладению английской короной. Король был помещён в Бристольский замок, где, по легенде, его держали в цепях, а Матильда с Робертом Глостерским двинулись к Уинчестеру. Пообещав Генриху Блуаскому, епископу Уинчестера, не вмешиваться в церковные дела после своей коронации, Матильда была допущена в город и завладела находящейся там королевской казной. 8 апреля 1141 года в Уинчестере состоялось официальное избрание Матильды королевой Англии. Она приняла титул госпожи англичан (лат. Domina Anglorum; англ. Lady of the English), как обычно именовались английские монархи в промежуток между их избранием и коронацией.
Затем Матильда двинулась в Лондон, по пути занимая крепости сторонников Стефана (Оксфорд, Рединг). В середине июня 1141 года императрица в сопровождении Роберта Глостерского и своего дяди шотландского короля Давида I вступила в Лондон, жители которого в целом оставались на стороне Стефана. Уже после своего избрания королевой Матильда начала массовую раздачу земель и титулов своим сторонникам, продолженную ей в Лондоне: за несколько месяцев она учредила шесть новых графских титулов. Однако правление Матильды оказалось коротким: лондонцы, уже сформировавшие к тому времени военную организацию по типу итальянских коммун для защиты городских свобод, были возмущены пренебрежением Матильды к их привилегиям, её надменностью и высокомерием. Императрица попыталась обложить город тальей, что вызвало бунт в Лондоне. Жители взялись за оружие и изгнали Матильду из города. В то же время к Лондону подошла крупная армия сторонников Стефана, набранная Вильгельмом Ипрским в Кенте, во главе которой стояла супруга короля Матильда Булонская. Императрица отступила в Оксфорд, а в Лондон вошли войска Матильды Булонской. Последней, путём массовой раздачи земель и денег, удалось привлечь на свою сторону часть бывших соратников императрицы, включая Жоффруа де Мандевиля и епископа Уинчестерского.
В начале сентября 1141 года войска императрицы Матильды вошли в Уинчестер и осадили епископский дворец. Однако неожиданно к городу подошла армия королевы Матильды, значительно превосходящая силы соперницы. 14 сентября императрица отдала приказ об отходе, который превратился в паническое бегство, когда войска королевы перешли в наступление. Битва при Уинчестере завершилась поражением императрицы. Самой Матильде удалось спастись, и в компании своего верного слуги Брайена Фиц-Каунта она добралась до Глостера. Однако граф Роберт был пленён. Для освобождения своего брата и лидера своей партии Матильде пришлось пойти на тяжёлую жертву: 1 ноября 1141 года она отпустила на свободу короля Стефана в обмен на Роберта Глостерского.

## Поражение в гражданской войне
Полный провал политики Матильды в период её недолгого правления 1141 года существенно подорвал позиции сторонников императрицы. Значительная часть баронов перешла на сторону Стефана, общественное мнение также склонялось в пользу короля, «жестоко» страдавшего во время содержания под стражей. В поддержку Стефана выступила и английская церковь: на синоде в Вестминстере 7 декабря 1141 года Стефан был вновь признан королём, а сторонникам Матильды пригрозили отлучением от церкви. Значительную роль в разрыве английского духовенства с императрицей сыграл тот факт, что за период своего короткого правления она возродила осуждённую папой практику светской инвеституры епископов, от которой ещё в 1107 году отказался Генрих I. В 1142 году король перешёл в наступление: его войска захватили Уарем, перерезав таким образом связь Матильды с анжуйцами в Нормандии, а также Чиренчестер, Бамптон и Радкот. 26 сентября 1142 года отряды Стефана ворвались в Оксфорд, где в то время находилась императрица, и сожгли город. Матильда укрылась в Оксфордском замке и в течение трёх месяцев выдерживала осаду превосходящих сил противника. Когда продовольствие подошло к концу, а помощь со стороны её сторонников в западных графствах так и не пришла, Матильда совершила дерзкий побег из крепости: зимней ночью, переодевшись в белые одежды, она спустилась со стены замка и по покрытой льдом Темзе бежала в замок Уоллингфорд, находившийся под контролем её друга Брайена Фиц-Каунта.
Падение Оксфорда лишило Матильду опоры в центральных графствах. Под её властью остались лишь Глостершир, Бристоль, Девон, Сомерсет, Херефордшир, Шропшир, Чешир, Ланкашир и часть Уилтшира, однако число её сторонников неуклонно сокращалось. В 1145 году на сторону короля перешли Ранульф де Жернон, граф Честер, и Филипп Глостерский, сын графа Роберта. В том же году одержав победу при Фарингтоне, Стефан отрезал западноанглийские графства от союзников императрицы в долине Темзы. Наконец, 31 октября 1147 года в Бристоле скончался Роберт Глостерский — самый верный соратник императрицы и фактический лидер её партии в Англии. Хотя в том же году в Северной Англии высадился во главе небольшого отряда Генрих Плантагенет, сын Матильды и Жоффруа Анжуйского, ему ничего не удалось достичь. После нескольких поражений от королевской армии в конце 1147 году Генрих вернулся в Нормандию. Осознав крах своих планов, в феврале 1148 года Матильда также покинула Англию.

## Последние годы

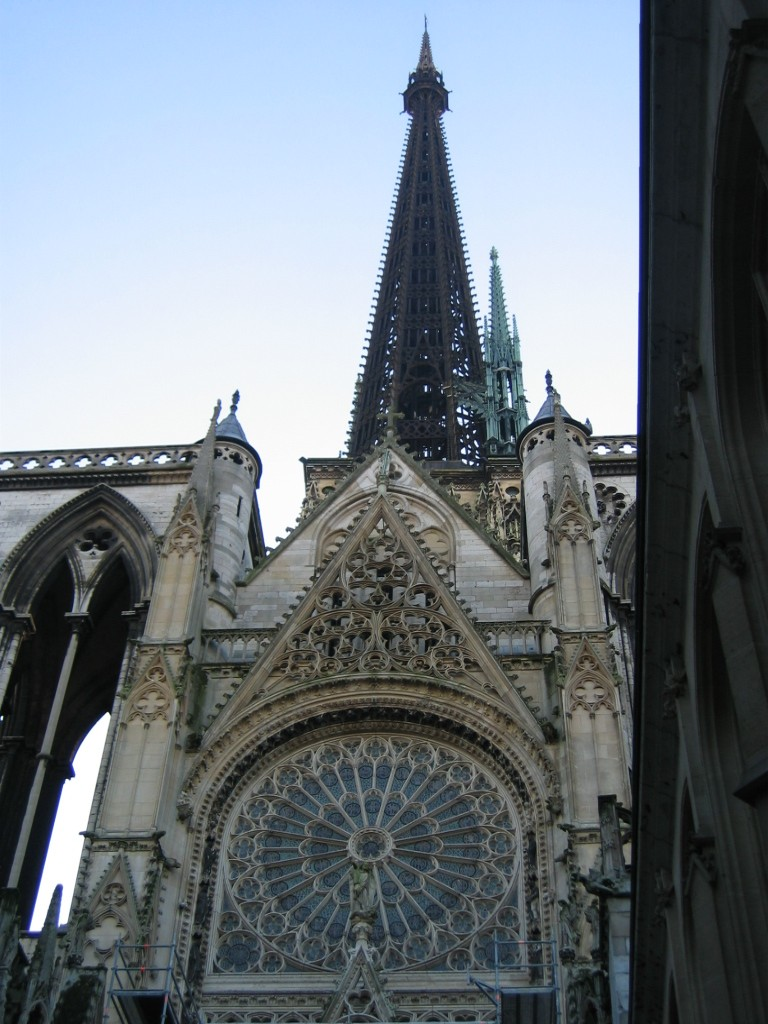
Руанский собор

После десятилетия борьбы за английский престол Матильда в 1148 году вернулась в Нормандию, окончательно перешедшую к этому времени под власть её мужа Жоффруа Анжуйского. Императрица удалилась в Руан, где содержала собственный двор, а в периоды отсутствия в Нормандии своего сына Генриха Плантагенета возглавляла администрацию герцогства. Хотя больше непосредственного участия в борьбе за английский престол Матильда не принимала, она сохранила существенное влияние на Генриха, особенно во внешнеполитических вопросах. Так, в 1155 году под нажимом Матильды Генрих отказался от плана вторжения в Ирландию.
В 1153 году Стефан, уставший от двадцатилетия гражданской войны и анархии и сломленный смертью своего сына Евстахия, заключил с Генрихом Уоллингфордский договор, признав последнего наследником английского престола. В конце 1154 года Стефан скончался, и королём Англии был коронован Генрих II Плантагенет. После воцарения своего сына в Англии Матильда осталась в Нормандии. Она неоднократно вмешивалась в конфликты между Генрихом II и его младшими братьями, пытаясь сохранить мир в семье. В 1160-е годы при дворе Матильды нашёл убежище Вильгельм, граф Пуату, младший и, видимо, самый любимый её сын, покинувший Англию из-за конфликта с архиепископом Кентерберийским. Здесь он и скончался в январе 1164 года. Позднее Матильда занималась (правда, безуспешно) примирением Генриха II и Томаса Бекета.
10 сентября 1167 года Матильда скончалась и была похоронена в аббатстве Бек, в 1847 году её останки были перенесены в Руанский собор. Эпитафия на её надгробии гласит:

Здесь упокоена дочь, жена и мать Генриха, великая по рождению, ещё более по браку, но более всего по материнству.
Оригинальный текст (лат.)Ortu magna, viro major, sed maxima partu, hic jacet Henrici filia, sponsa, parens.

## Семья

### Браки и дети
- Первым браком (1114) замужем за Генрихом V (1086—1125), императором Священной Римской империи, детей не имели;
- Вторым браком (1128) замужем за Жоффруа V Плантагенетом (1113—1151), графом Анжуйским, их дети:
  - Генрих II Плантагенет (1133—1189), король Англии (c 1154), герцог Аквитании (c 1151), граф Анжуйский (с 1151);
  - Жоффруа VI Анжуйский (1134—1158), граф Нанта, потомства не оставил;
  - Гийом Плантагенет (1136—1164), граф Пуату, потомства не оставил.

## Образ в искусстве
Матильда и члены её семьи являются главными действующими лицами романов Эллен Джоунс «Роковая корона» (англ. The Fatal Crown, 1991) и Элизабет Чедвик «Королева Англии» (англ. Lady of the English, 2011).
Матильда также является прообразом Рейениры Таргариен.